# هنري ب جونزاليس
هنري ب جونزاليس (بالإنجليزية: Henry B. Gonzalez)‏ (و. 1916 – 2000 م) هو سياسي من الولايات المتحدة الأمريكية. ولد في سان أنطونيو، تكساس.
وهو عضو في الحزب الديمقراطي الأمريكي.
توفي في سان أنطونيو، تكساس.